# یابلونکا
یابلونکا (به چکی: Jablůnka) یک منطقهٔ مسکونی در جمهوری چک است که در ناحیه وستین واقع شده‌است. یابلونکا ۸٫۲ کیلومتر مربع مساحت و ۲٬۰۳۰ نفر جمعیت دارد و ۳۲۴ متر بالاتر از سطح دریا واقع شده‌است.